# Cratere Sinlap
Sinlap è un cratere sulla superficie di Titano.